# حبوب الأرز
حبوب الأرز هو الاسم الشائع لطعام الأطفال المصنّع والمكون من الأرز.
قائمة مكونات هذا الغذاء ليست معروفة وإنما تعتمد على المُصنِّع. في النصف الثاني من القرن العشرين، أوصى أطباء الأطفال في الولايات المتحدة الأمريكية باستخدام هذا الغذاء كغذاء مبدئ للأطفال الذين أصبحوا مستعدين لتناول الطعام.
| حبوب الأرز       | القيمة الغذائية / 100 جرام (3.5 أونص) |
| الطاقة           | 1674 كيلو جول (400 كالوري)            |
| النشويات         | 80 جرام                               |
| السكريات         | 6.67 جرام                             |
| الألياف الغذائية | 0 جرام                                |
| الدهون           | 3.33 جرام                             |
| البروتين         | 6.67 جرام                             |

## مقالات أخرى
1. أرز